# De Grootste Nederlander
De Grootste Nederlander (em português - Os Grandes Holandeses) é um programa neerlandês estreado em 2004 pela empresa de radiodifusão KRO baseado em 100 Greatest Britons do canal BBC para decidir as 202 maiores personalidades da Holanda.

## Top 10

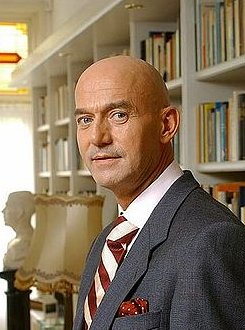
Pim Fortuyn.

1. Pim Fortuyn (Autor, político e professor)
2. Willem van Oranje (Pai da nação)
3. Willem Drees (Político e reformador social)
4. Antony van Leeuwenhoek (Cientista)
5. Desiderius Erasmus (Filósofo)
6. Johan Cruijff (Jogador de futebol)
7. Michiel de Ruyter (Herói naval)
8. Anne Frank (Escritora)
9. Rembrandt van Rijn (Pintor)
10. Vincent van Gogh (Pintor)

## 11-50
1. Aletta Jacobs (Feminista)
2. Christiaan Huygens (Cientista)
3. Annie M.G. Schmidt (Escritora)
4. Juliana da Holanda (Rainha)

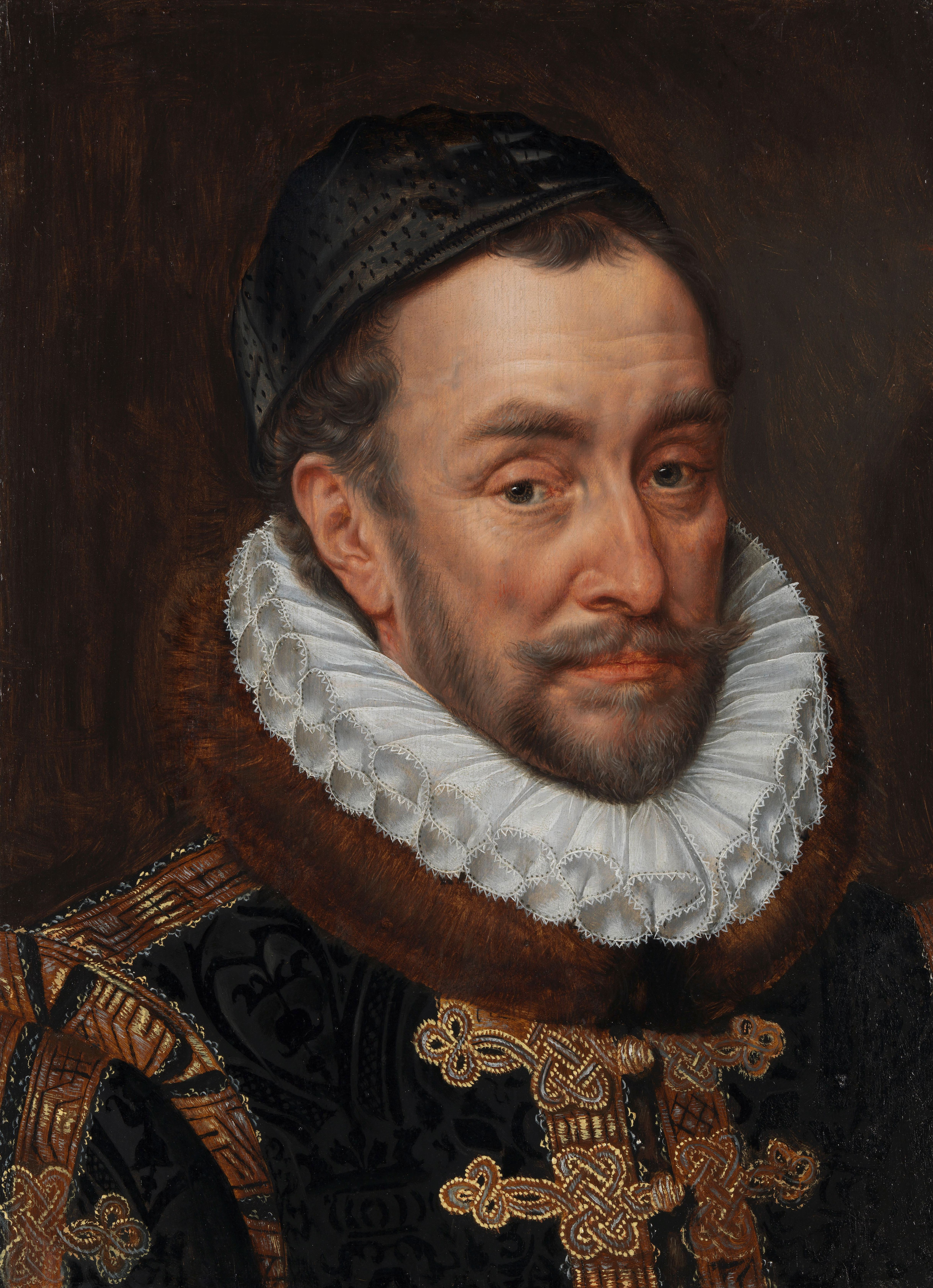
Willem van Oranje

5. Johan Rudolf Thorbecke (Político e reformador social)
6. Majoor Bosshardt (Membro do Exército da Salvação)
7. Anton Philips (Empresário)
8. Freddy Heineken (Empresário)
9. Hannie Schaft (Lutador)
10. Wilhelmina of the Netherlands (Rainha)
11. Baruch de Spinoza (Filósofo)
12. Toon Hermans (Comediante e poeta)
13. Prince Claus (Príncipe)
14. Johan van Oldenbarnevelt (Político)
15. Marco van Basten (Jogador de futebol)
16. Piet Pieterszoon Hein (Almirante)
17. Joop den Uyl (Político)
18. Jan Adriaenszoon Leeghwater (Construtor e engenheiro)
19. Fanny Blankers-Koen (Atleta)
20. van Kooten en de Bie (Comediante)
21. Hugo de Groot (Filósofo)
22. Johan de Witt (Político)
23. Anthony Fokker (Pioneiro na aviação)
24. Multatuli (Escritor)
25. Prince Bernhard (Príncipe)
26. Wim Kok (Político)
27. M. C. Escher (Artista)
28. Marco Borsato (Cantor)
29. Eric Hazelhoff Roelfzema (Lutador)
30. Tiësto (Dj)
31. Beatrix of the Netherlands (Rainha)
32. Titus Brandsma (Ativista)
33. Cornelis Lely (Cientista)
34. Hans Teeuwen (Comediante)
35. Joseph Luns (Político)
36. Leontien Zijlaard-van Moorsel (Atlete)
37. Willem Kolff (Inventor)
38. Godfried Bomans (Escritor)
39. Hendrik Lorentz (Cientista)
40. Abel Tasman (Explorador)

## 51–100
1. Joop van den Ende (Empresário)
2. André van Duin (Comediante)
3. Joost van den Vondel (Poeta e escritor)
4. Rinus Michels (Treinador de futebol)
5. Mies Bouwman (Personalidade televisiva)
6. Willem Barentsz (Explorador)
7. Ferdinand Domela Nieuwenhuis (Político)
8. Ruud Lubbers (Político)
9. Jan Tinbergen (Economista)
10. Wim Sonneveld (Comediante)
11. Joke Smit (Feminista)
12. Frits Bolkestein (Político)
13. Jeroen Bosch (Pintor)
14. Johnny Kraaykamp, sr (Ator)
15. Marga Klompé (Político)
16. Johannes Vermeer (Pintor)
17. Dick Bruna (Escritor e ilustrador)
18. Albert Plesman (Pioneiro na aviação)
19. Joop Zoetemelk (Ciclista)
20. Hella Haasse (Escritor)
21. Thomás de Kempis (Monge e escritor)
22. Willem III of Orange (Rei)
23. Kenau Simonsdochter Hasselaer (Lutador)
24. Johannes Diderik van der Waals (Cientista)
25. Wubbo Ockels (Astronauta)
26. Anna Maria van Schurman (Feminista)
27. Herman Boerhaave (Botânico e médico)
28. Ruud Gullit (Jogador de futebol)
29. Monique van de Ven (Ator)
30. Freek de Jonge (Comediante)
31. Anton Pieck (Pintor)
32. Boudewijn de Groot (Cantor)
33. Willem Frederik Hermans (Escritor)
34. Pieter Jelles Troelstra (Político)
35. Albert Heijn (Empresário)
36. Paul de Leeuw (Personalidade televisiva)
37. Jac. P. Thijsse (Ambientalista)
38. Jan Wolkers (Escritor)
39. Piet Mondriaan (Pintor)
40. Simon Stevin (Cientista)
41. Guillaume Groen van Prinsterer (Político)
42. Rutger Hauer (Ator)
43. Harry Mulisch (Escritor)
44. Abraham Kuyper (Político)
45. Maarten Tromp (Almirante)
46. Wim Kan (Comediante)
47. Paul Verhoeven (Diretor)
48. Belle van Zuylen (Escritor)
49. Ramses Shaffy (Cantor)
50. Abe Lenstra (Jogador de futebol)

## 101–202
1. Gerard Reve (Escritor)
2. Anton de Kom (Combatente)
3. Max Euwe (Enxadrista)
4. Ko van Dijk (Ator e diretor)
5. Gerrit Jan van der Veen (Lutador)
6. Hendrik Petrus Berlage (Arquiteto)
7. Heike Kamerlingh Onnes (Cientista)
8. Anton Geesink (Atleta)
9. Bert Haanstra (Lutador e diretor)
10. Claudius Civilis (Herói)
11. C.H.D. Buys Ballot (Cientista)
12. Jan Pieterszoon Coen (Almirante e governador)
13. Samuel van Houten (Político)
14. Ard Schenk (Atleta)
15. Nico Tinbergen (Biólogo)
16. Willem I of the Netherlands (Rei)
17. Mary Dresselhuys (Atriz)
18. Simon Carmiggelt (Escritor)
19. John de Mol (Empresário)
20. Gerrit Rietveld (Arquiteto e designer)
21. Frank Martinus Arion (Poeta e escritor)
22. Hans van Mierlo (Político)
23. Hadewych (Escritor)
24. Jan Pieterszoon Sweelinck (Compositor)
25. Geert Groote (Teólogo)
26. Sonja Barend (Feminista)
27. Joan van der Capellen tot den Pol (Político)
28. Jan van Speijk (Herói)
29. Anton Corbijn (Fotógrafo)
30. Pieter Corneliszoon Hooft (Poeta e historiador)
31. Bernard Haitink (Condutor)
32. Willem van Loon (Empresário)
33. Karel Appel (Pintor)
34. Johan Huizinga (Historiador)
35. Suze Groeneweg (Político)
36. Floris V (Monarca)
37. Lodewijk Napoleon
38. L.E.J. Brouwer (Matemático)
39. Tobias Asser (Advogado)
40. Rem Koolhaas (Arquiteto)
41. Jacob Cats (Poeta e político)
42. Alexandra Radius (Bailarina)
43. Eva Besnyö (Fotógrafo)
44. Jan Rutgers (Ativista)
45. Reinier Paping (Atleta)
46. Paul Huf (Fotógrafo)
47. P. J. H. Cuypers (Arquiteto)
48. Paul Crutzen (Cientista)
49. Samuel Sarphati (Doutor)
50. Frits Fentener van Vlissingen (Empresário)
51. Joris Ivens (Diretor)
52. Pieter Brueghel (Pintor)
53. Frans Hals (Pintor)
54. Simon Vestdijk (Poeta)
55. Olivier van Noort (Explorador)
56. Hendrik Colijn (Político)
57. Willem Beukelszoon (Pescador)
58. Viktor & Rolf (Designer)
59. Cornelis Verolme (Empresário)
60. Lucebert (Poeta)
61. Sjoukje Dijkstra (Atleta)
62. Henri Polak (Político)
63. Loe de Jong (Historiador)
64. Ed van der Elsken (Fotógrafo)
65. Hans van Manen (Bailarina)
66. Theo Thijssen (Escritor)
67. Jan Steen (Pintor)
68. Anton Dreesmann (Empresário)
69. Jaap Eden (Atleta)
70. Willem Marinus Dudok (Arquiteto)
71. Johnny Jordaan (Cantor)
72. Benno Premsela (Arquiteto)
73. Louis Davids (Comediante)
74. Marlene Dumas (Pintor)
75. Erwin Olaf (Fotógrafo)
76. Martinus Nijhoff (Escritor e poeta)
77. Cristina Deutekom (Cantor)
78. Jacob Olie (Fotógrafo)
79. Willem de Kooning (Pintor)
80. Remco Campert (Escritor e poeta)
81. Herman Gorter (Poeta)
82. Faas Wilkes (Jogador de futebol)
83. W.A. Visser ‘t Hooft (Teólogo)
84. Ada Kok (Atleta)
85. Herman Daendels (Político)
86. Rudi Carrell (Personalidade televisiva)
87. Pierre Bokma (Ator)
88. Louis Andriessen (Compositor)
89. Henk Hofland (Repórter)
90. Jacob van Campen (Arquiteto)
91. Pieter Cort van der Linden (Político)
92. Jacob van Ruisdael (Pintor)
93. Theo van Doesburg (Pintor)
94. Pieter Saenredam (Pintor)
95. Ootje Oxenaar (Artista)
96. Rineke Dijkstra (Artista e fotógrafo)
97. Hendrik Doeff (Comissário)
98. Fons Rademakers (Diretor)
99. Reinbert de Leeuw (Condutor)
100. Erik de Vries (Pioneiro da televisão)
101. Jan Dibbets (Artista)
102. Johan van der Keuken (Diretor)